# Pol Gosset (architecte)
 (octobre 2011).
Pol Gosset est un architecte français, né à Reims le 23 mars 1881, décédé à Paris en son domicile 15 rue Duret le 13 janvier 1953.

## Biographie
Il est le fils de Alphonse Gosset, élève des Beaux-Arts. Il était à Reims et exerçait avec son père de 1906 à 1913, il construisit de nombreux édifices, dont le Grand théâtre, le bâtiment qui fait l'angle rue de Vesle et rue Talleyrand, la Villa Douce dans la même ville. Mais aussi à Épernay et Paris.
Il était de 1914 à 1922 au Maroc, puis de l'entreprise Docks rémois pour laquelle il a réalisé des nombreuses succursales.
Il repose au cimetière des Batignolles (div. 14).

## Galerie

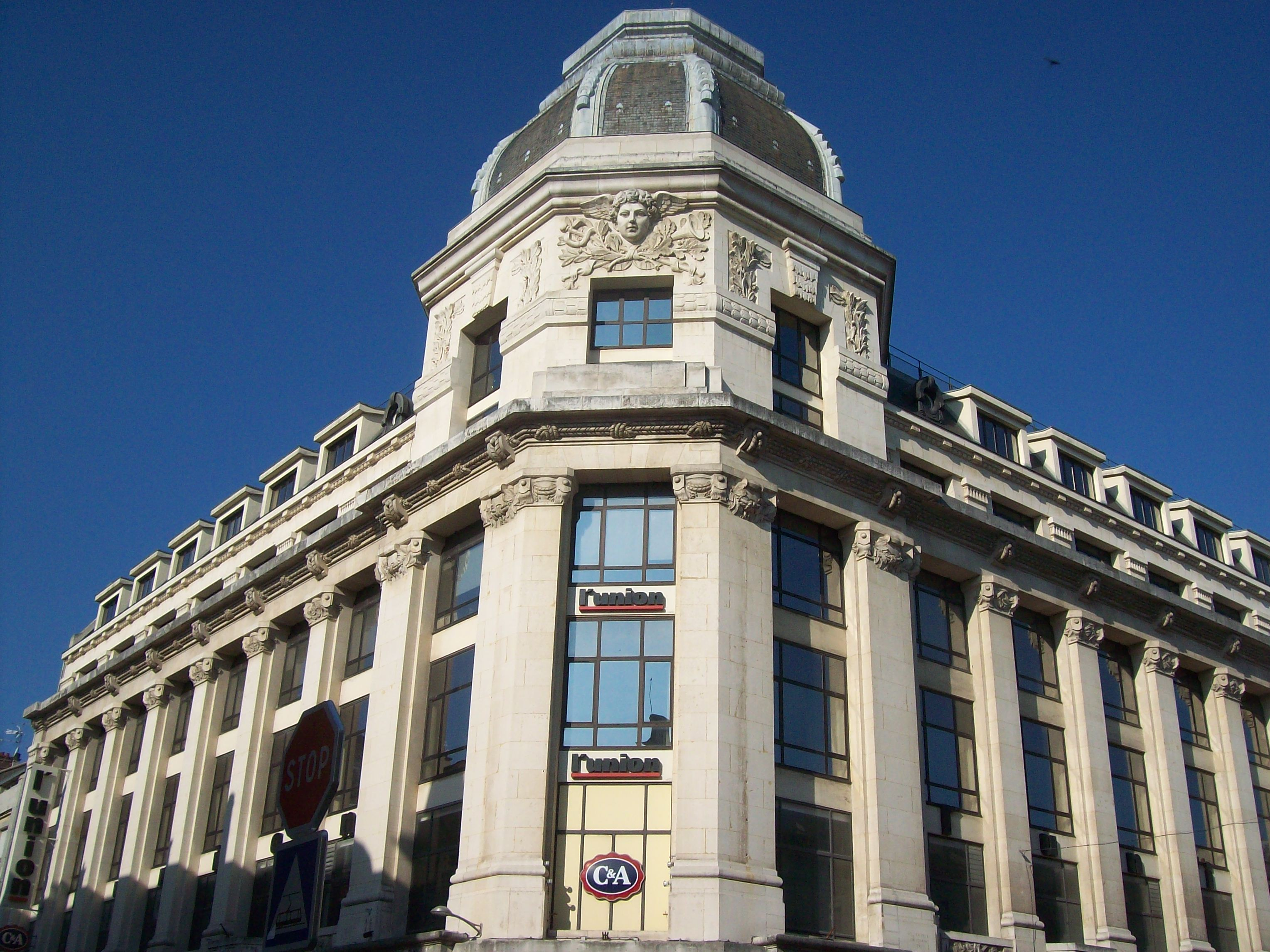
Familistère des Docks rémois, angle Talleyrand-Vesle à Reims.
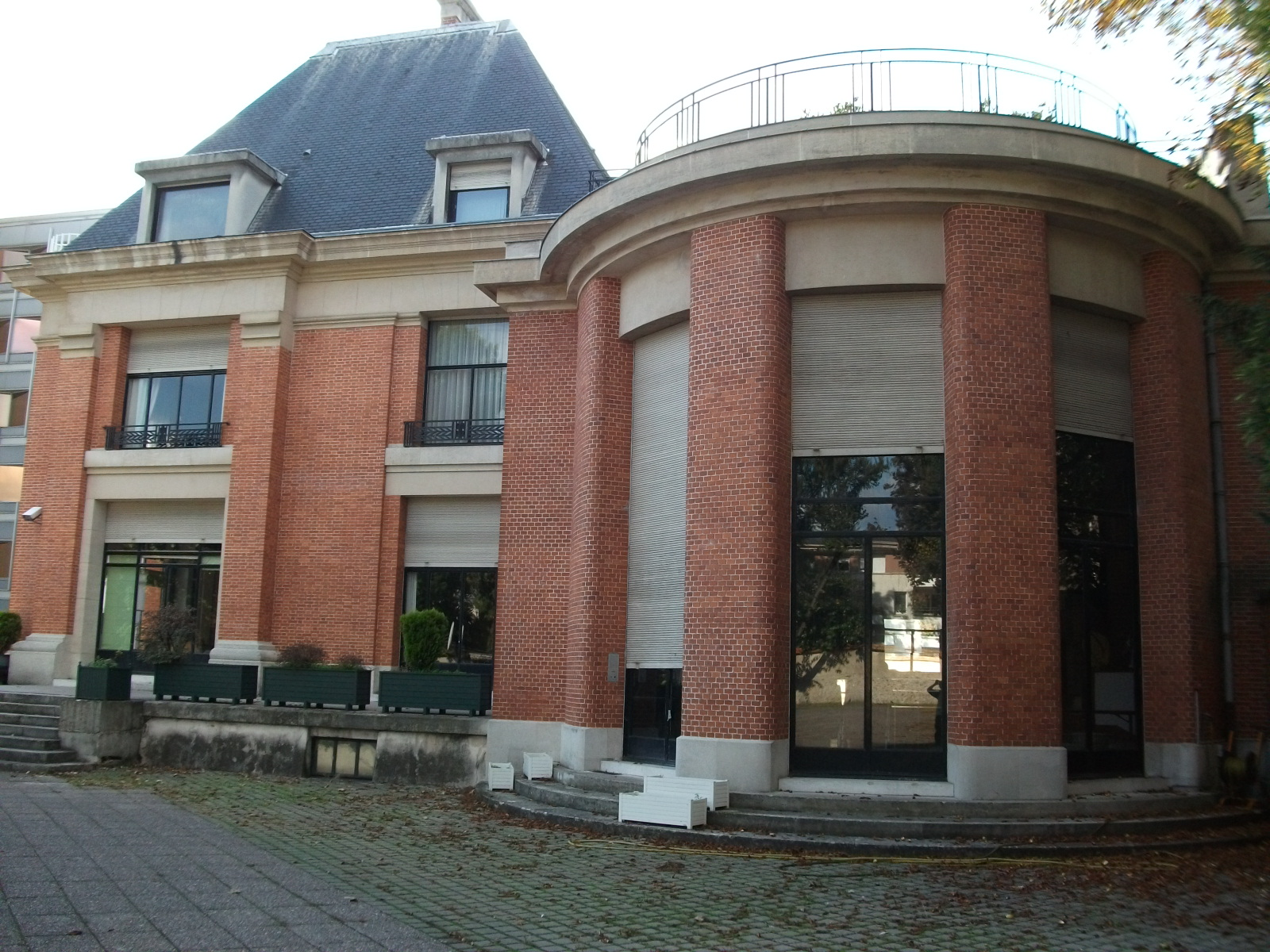
Villa Douce.
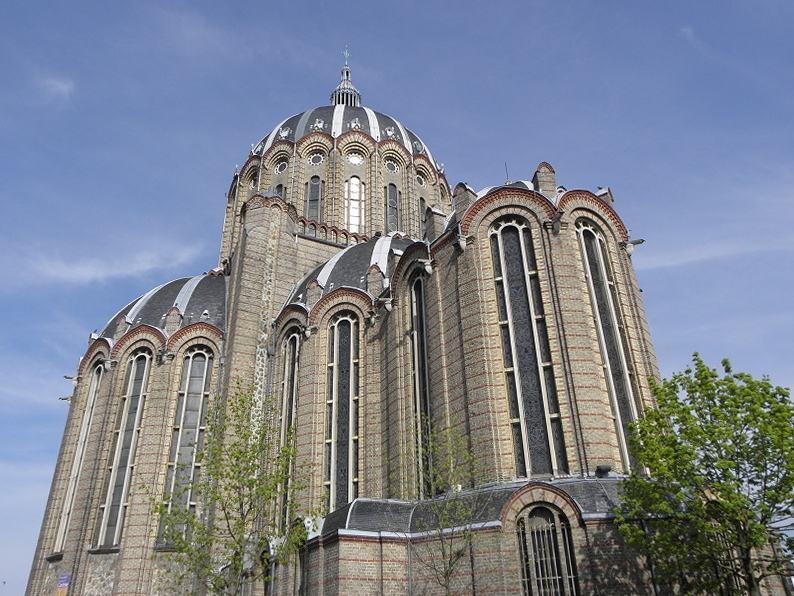
Basilique Sainte-Clotilde.
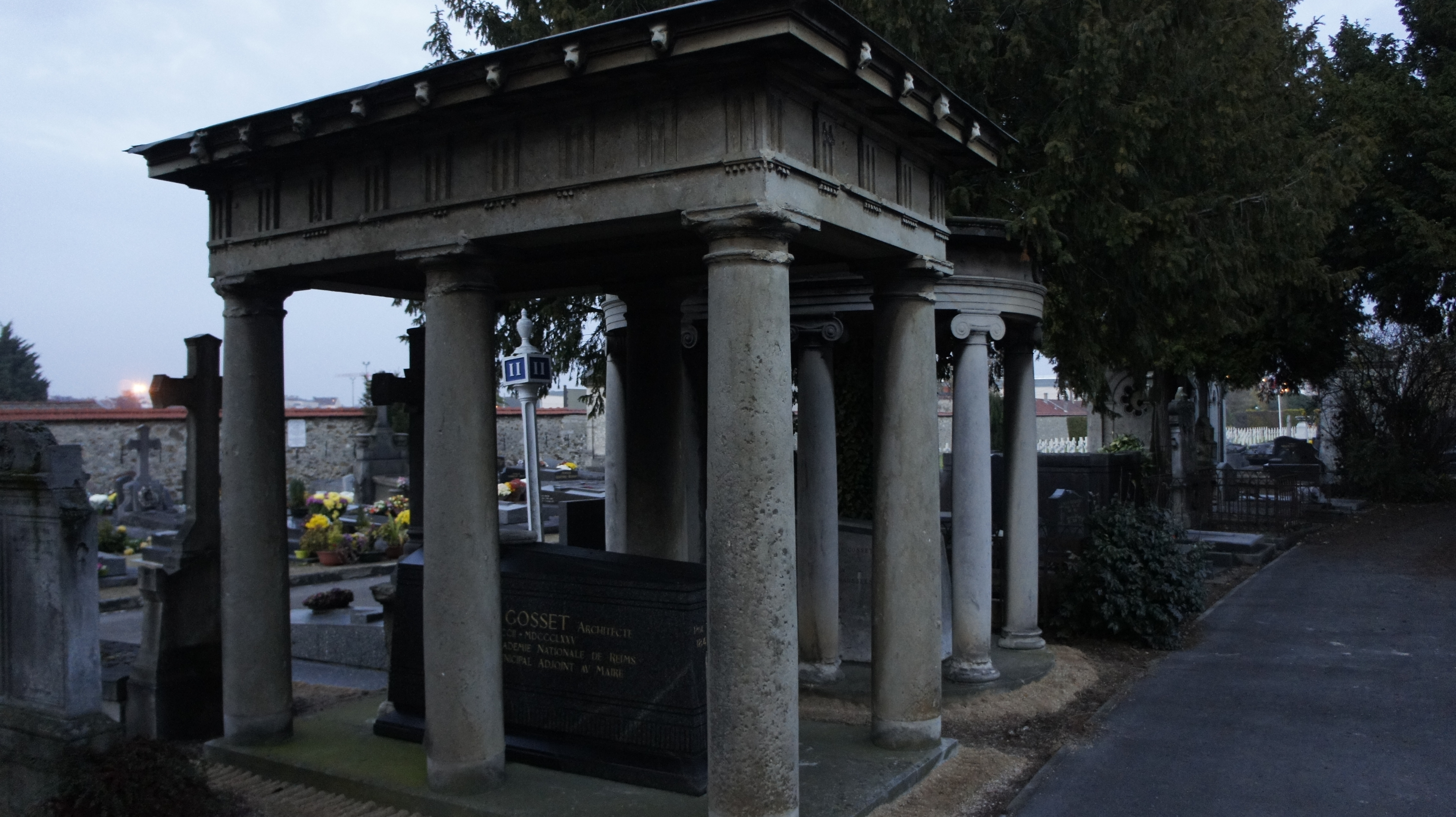
Tombe familiale au cimetière du Nord.

## Écrits
- La socièté populaire de Reims (1790-1795), Reims, 1898.
- Les bataillons de Reims (1791-1794), Reims, 1905.
- Les Magneuses, fondation de Mme Colbert de Magneux (1635-1799), Paris : Monce et Cie, 1924.
- « Notes généalogiques, tirées des registres paroissiaux du canton de Fismes », Travaux de l'Académie nationale de Reims, vol. 138,‎ 1924-1925, p. 46 (lire en ligne, consulté le 27 février 2019).
- Les Médecins et les chirurgiens rémois du XIXe siècle / par le Dr Pol Gosset,... , Reims : L. Michaud, 1930.
- L'Hôpital Saint-Marcoul ou des scrofuleux (1646-1799), Charleville, 1932.
- Pierre Lochon, graveur rémois (?-1725), Reims, 1933.

- Armorial de l'élection d'Epernay dressé par Charles d'Hozier, jugue d'armes, en vertu de l'édit de 1696, Châlons-s-Marne, 1934.